# Systém mechorostů od Bryophyte Phylogeny Group
Systém mechorostů od Bryophyte Phylogeny Group představuje fylogenetický klasifikační systém recentních mechorostů z roku 2024.
Systém klasifikuje hlevíky do 2 tříd, 5 řádů a 5 čeledí, mechy do 7 tříd, 45 řádů a 142 čeledí a játrovky do 3 tříd, 23 řádů a 85 čeledí.

## Úvod
Skupina bryologů sdružených pod názvem Bryophyte Phylogeny Group vydala v roce 2024 revidovaný systém recentních mechorostů, zahrnující vyšší taxony až do úrovně čeledí, založený zejména na fylogenomických analýzách plastomů.
Navázala tak na předchozí snahy o vytvoření moderního systému pro fylogenetickou klasifikaci z předchozího desetiletí. Vedle snah o vytvoření přirozeného klasifikačního systému bylo účelem analýz z předchozího desetiletí i vyjasnění vzájemných fylogenetických vztahů. Je důležité, že vedle analýz na základě plastomů mezi nimi byly i fylogenetické analýzy založené na jaderných genomech a transkritomech. Podobně jako u kapraďorostů se totiž ukazuje, oba zdroje molekulárních dat zatím vedou k odlišným výsledkům v podrobné topologii fylogramů, přičemž vyjasnění bude možné až po další rozsáhlejší sekvenace jaderných i plastidových genomů. Proto je důležité nastavit klasifikační systém tak, aby byl vzhledem k takovým rozdílnostem stabilní.
Studie Bryophyte Phylogeny Group je zpracována na základě vzorků z plastidových dat, přičemž bylo nově sekvenováno 336 taxonů (314 druhů) z 244 rodů, 97 čeledí (43 z nich poprvé), a 34 řádů. Umožnila tak prohloubit a vyjasnit vztahy na úrovni čeledí, s největším dopadem do vývojové linie Hypnanae. Přitom bylo popsáno 7 nových čeledí, u jedné redukován její obsah a u další byla upravena její příslušnost k řádu.
Upravený systém vykazuje výbornou návaznost na o rok starší studii založenou na jaderných genomech, která rozpracovala a zpřesnila systém mechorostů do úrovně řádů, neboť potvrzuje jako přirozené všechny v ní nově navržené a obnovené řády. Také přiřazení řádů v systému Bryophyte Phylogeny Group do vyšších taxonů (podtříd a tříd) odpovídá fylogramu z této předchozí studie, takže až na dvě výjimky jsou vyšší taxony nového systému přirozené i vzhledem ke studii založené na jaderných genomech.

## Klasifikační systém
Poznámky: 
- České názvy, pokud pro níže uvedené taxony existují, jsou doplněné podle internetové encyklopedie BioLib.cz[7][8][9].
- Potenciálně parafyletické taxony jsou označeny (P) a doplněny zdůvodňující poznámkou.

### Hlevíky
- Oddělení: Anthocerotophyta Stotler & Crand.-Stotl. – hlevíky
  - Třída: Leiosporocerotopsida Stotler & Crand.-Stotl.
    - Řád: Leiosporocerotales Hässel
      - Čeleď: Leiosporocerotaceae Hässel ex Ochyra

  - Třída: Anthocerotopsida de Bary ex Jancz (P)[pozn. 7]
    - Podtřída: Notothylatidae R.J.Duff, J.C.Villarreal, Cargill & Renzaglia
      - Řád: Notothyladales Hyvönen & Piippo
        - Čeleď: Notothyladaceae Müll.Frib. ex Prosk. – vycpálkovité

    - Podtřída: Dendrocerotidae R.J.Duff, J.C.Villarreal, Cargill & Renzaglia
      - Řád: Dendrocerotales Hässel
        - Čeleď: Dendrocerotaceae J.Haseg.

      - Řád: Phymatocerotales R.J.Duff, J.C.Villarreal, Cargill & Renzaglia
        - Čeleď: Phymatocerotaceae R.J.Duff, J.C.Villarreal, Cargill & Renzaglia

    - Podtřída: Anthocerotidae Rosenv.
      - Řád: Anthocerotales Limpr.
        - Čeleď: Anthocerotaceae Dumort. – hlevíkovité

### Játrovky
- Oddělení: Marchantiophyta Stotler & Crand.-Stotler – játrovky
  - Třída: Haplomitriopsida Stotler & Crand.-Stotl.
    - Řád: Calobryales Hamlin
      - Čeleď: Haplomitriaceae Dědeček – přímenkovité

    - Řád: Treubiales Schljakov
      - Čeleď: Treubiaceae Verd.

  - Třída: Marchantiopsida Cronquist, Takht. & W.Zimm.
    - Podtřída: Blasiidae He-Nygrén
      - Řád: Blasiales Stotler & Crand.-Stotl.
        - Čeleď: Blasiaceae H.Klinggr. – jamuškovité

    - Podtřída: Marchantiidae Engl.
      - Řád: Sphaerocarpales Cavers
        - Čeledi: Monocarpaceae D.J.Carr ex Schelpe, Riellaceae Engl., Sphaerocarpaceae Heeg

      - Řád: Neohodgsoniales D.G.Long
        - Čeleď: Neohodgsoniaceae D.G.Long

      - Řád: Lunulariales D.G.Long
        - Čeleď: Lunulariaceae H.Klinggr. – lunatkovité

      - Řád: Marchantiales Limpr. in Cohn
        - Čeledi: Aytoniaceae Cavers, Cleveaceae Cavers, Conocephalaceae Müll.Frib. ex Grolle – mřížkovcovité, Corsiniaceae Engl., Cyathodiaceae Stotler & Crand.-Stotl., Dumortieraceae D.G.Long, Exormothecaceae Müll.Frib. ex Grolle, Marchantiaceae Lindl. – porostnicovité, Monocleaceae A.B.Frank, Monosoleniaceae Inoue, Oxymitraceae Müll.Frib. ex Grolle – opatkovité, Ricciaceae Rchb. – trhutkovité, Targioniaceae Dumort. – borečkovité, Wiesnerellaceae Inoue

  - Třída: Jungermanniopsida Stotler & Crand.-Stotl.
    - Podtřída: Pelliidae He-Nygrén (P)[pozn. 8]
      - Řád: Pelliales He-Nygrén
        - Čeledi: Calyculariaceae He-Nygrén, Noterocladaceae W.Frey & W.Stech, Pelliaceae H.Klinggr. – pobřežnicovité

      - Řád: Fossombroniales Schljakov
        - Čeledi: Allisoniaceae Schljakov, Fossombroniaceae Hazsl. – hlávkovcovité, Makinoaceae Nakai, Petalophyllaceae Stotler & Crand.-Stotl.

      - Řád: Pallaviciniales W.Frey & M.Stech
        - Čeledi: Hymenophytaceae R.M.Schust., Moerckiaceae Stotler & Crand.-Stotl., Pallaviciniaceae Mig. – netřebkovité, Phyllothalliaceae E.A.Hodgs., Sandeothallaceae R.M.Schust.

    - Podtřída: Metzgeriidae Barthol.-Began
      - Řád: Pleuroziales Schljakov
        - Čeleď: Pleuroziaceae Müll.Frib.

      - Řád: Metzgeriales Rosenv.
        - Čeledi: Aneuraceae H.Klinggr. – bezžilkovité, Metzgeriaceae H.Klinggr. – kroknicovité

    - Podtřída: Jungermanniidae Engler
      - Řád: Ptilidiales Schljakov
        - Čeledi: Herzogianthaceae Stotler & Crand.-Stotl., Neotrichocoleaceae Inoue, Ptilidiaceae H.Klinggr.

      - Řád: Porellales Schljakov
        - Čeledi: Goebeliellaceae Verd., Lepidolaenaceae Nakai, Porellaceae Cavers – podhořankovité

      - Řád: Radulales Stotler & Crand.-Stotl.
        - Čeleď: Radulaceae Müll.Frib. – struhatkovité

      - Řád: Frullaniales D.Bell & D.G.Long
        - Čeleď: Frullaniaceae Lorch – kovancovité

      - Řád: Jubulales Zodda
        - Čeleď: Jubulaceae H.Klinggr.

      - Řád: Lejeuneales Bechteler, A.M.Sierra, D.Bell & D.G.Long
        - Čeleď: Lejeuneaceae Cavers – rožeňkovité

      - Řád: Perssoniellales Schljakov
        - Čeleď: Schistochilaceae H.Buch

      - Řád: Myliales D.G.Long & D.Bell
        - Čeleď: Myliaceae Schljakov.

      - Řád: Lophoziales Schljakov
        - Čeledi: Adelanthaceae Grolle – adelantovité, Anastrophyllaceae L.Söderstr., Cephaloziaceae Mig. – křepenkovité, Cephaloziellaceae Douin, Lophoziaceae Cavers – křižítkovité, Scapaniaceae Mig. – kýlnatkovité

      - Řád: Lepidoziales Schljakov
        - Čeledi: Blepharostomataceae W.Frey & M.Stech, Brevianthaceae J.J.Engel & R.M.Schust., Herbertaceae Müll.Frib. ex Fulford & Hatcher, Lepicoleaceae R.M.Schust., Lepidoziaceae Limpr. – plevinkovité, Lophocoleaceae Vanden Berghen, Mastigophoraceae R.M.Schust., Plagiochilaceae Müll.Frib. – kapraďovkovité, Trichocoleaceae Nakai

      - Řád: Jungermanniales H.Klinggr.
        - Čeledi: Acrobolbaceae E.A.Hodgs., Antheliaceae R.M.Schust. – mrazovcovité, Arnelliaceae Nakai, Balantiopsidaceae H.Buch, Blepharidophyllaceae R.M.Schust., Calypogeiaceae Arnell – kryjnicovité, Endogemmaceae Konstant., Geocalycaceae H.Klinggr. – vřesovkovité, Grolleaceae R.M.Schust., Gymnomitriaceae H.Klinggr. – skulinatkovité, Gyrothyraceae R.M.Schust., Harpanthaceae Arnell, Jackiellaceae R.M.Schust., Jungermanniaceae Rchb. – trsenkovité, Notoscyphaceae Crand.-Stotl., Pseudolepicoleaceae Fulford & J.Taylor, Saccogynaceae Heeg, Vilnet & A.V.Troitsky, Solenostomataceae Stotler & Crand.-Stotl., Southbyaceae Váňa, Stephaniellaceae R.M.Schust., Trichotemnomataceae R.M.Schust.

### Mechy
- Oddělení: Bryophyta Schimp. – mechy
  - Pododdělení: Takakiophytina M.Stech & W.Frey
    - Třída: Takakiopsida M.Stech & W.Frey
      - Řád: Takakiales M.Stech & W.Frey
        - Čeleď: Takakiaceae M.Stech & W.Frey

  - Pododdělení: Sphagnophytina Doweld
    - Třída: Sphagnopsida Schimp. – rašeliníky
      - Řád: Sphagnales Limpr. – rašeliníkotvaré
        - Čeledi: Ambuchananiaceae Seppelt & H.A.Crum, Flatbergiaceae A.J.Shaw, Sphagnaceae Dumort. – rašeliníkovité

  - Pododdělení: Bryophytina Engler
    - Třída: Andreaeopsida Trevis. – štěrbovky
      - Podtřída: Andreaeidae Engl.
        - Řád: Andreaeales Limpr. – štěrbovkotvaré
          - Čeleď: Andreaeaceae Dumort. – štěrbovkovité

      - Podtřída: Andreaeobryidae Ochyra
        - Řád: Andreaeobryales B.M.Murray
          - Čeleď: Andreaeobryaceae Steere

    - Třída: Oedipodiopsida Goffinet & W.R.Buck
      - Řád: Oedipodiales Goffinet & W.R.Buck
        - Čeleď: Oedipodiaceae Schimp.

    - Třída: Tetraphidopsida Goffinet & W.R.Buck
      - Řád: Tetraphidales M.Fleisch. – čtyřzoubkotvaré
        - Čeleď: Tetraphidaceae Schimp. – čtyřzoubkovité

    - Třída: Polytrichopsida Doweld
      - Řád: Polytrichales M.Fleisch. – ploníkotvaré
        - Čeleď: Polytrichaceae Schwägr. – ploníkovité

    - Třída: Bryopsida McClatchie – mechy
      - Podtřída: Buxbaumiidae Doweld
        - Řád: Buxbaumiales M.Fleisch.
          - Čeleď: Buxbaumiaceae Schimp.

      - Podtřída: Diphysciidae Ochyra
        - Řád: Diphysciales M.Fleisch.
          - Čeleď: Diphysciaceae M.Fleisch.

      - Podtřída: Gigaspermidae M.Stech & W.Frey
        - Řád: Gigaspermales Goffinet, Wickett, O.Werner, Ros, A.J.Shaw & C.J.Cox
          - Čeleď: Gigaspermaceae A.Jaeger & Sauerb.

      - Podtřída: Funariidae Ochyra
        - Řád: Disceliales Ignatov, Ignatova & Fedosov
          - Čeleď: Disceliaceae Schimp. – drobnolístkovité

        - Řád: Encalyptales Dixon
          - Čeledi: Bryobartramiaceae Sainsb., Encalyptaceae Schimp. – čepičatkovité

        - Řád: Funariales M.Fleisch.
          - Čeleď: Funariaceae Schwägr. – zkrutkovité

      - Podtřída: Timmiidae Ochyra
        - Řád: Timmiales Ochyra
          - Čeleď: Timmiaceae Schimp. – podnožitkovité

      - Podtřída: Dicranidae Doweld
        - Řád: Catoscopiales Ignatov & Ignatova
          - Čeleď: Catoscopiaceae Broth.

        - Řád: Distichiales D.Bell & Goffinet
          - Čeledi: Distichiaceae Schimp., Timmiellaceae Y.Inoue & H.Tsubota

        - Řád: Flexitrichales D.Bell & Goffinet
          - Čeleď: Flexitrichaceae Ignatov & Fedosov

        - Řád: Scouleriales Goffinet & W.R.Buck
          - Čeledi: Drummondiaceae Goffinet, Scouleriaceae S.P.Churchill

        - Řád: Bryoxiphiales H.A.Crum & L.E.Anderson
          - Čeleď: Bryoxiphiaceae Besch.

        - Řád: Pseudoditrichales Ignatov & Fedosov
          - Čeledi: Chrysoblastellaceae Ignatov & Fedosov., Pseudoditrichaceae Steere & Z.Iwats.

        - Řád: Grimmiales M.Fleisch. – děrkavkotvaré
          - Čeledi: Grimmiaceae Arn. – děrkavkovité, Ptychomitriaceae Schimp. – mnoholistcovité, Saelaniaceae Ignatov & Fedosov, Seligeriaceae Schimp. – kápěnkovité

        - Řád: Archidiales Limpr.
          - Čeledi: Archidiaceae Schimp. – úpolníčkovité, Leucobryaceae Schimp. – bělomechovité, Micromitriaceae Smyth ex Goffinet & Budke

        - Řád: Pleurophascales Goffinet
          - Čeleď: Pleurophascaceae Broth.

        - Řád: Eustichiales Goffinet
          - Čeleď: Eustichiaceae Broth.

        - Řád: Amphidiales D.Bell & Goffinet
          - Čeleď: Amphidiaceae Stech

        - Řád: Dicranales H.Philib. ex M.Fleisch. – dvouhrotcotvaré
          - Čeledi: Aongstroemiaceae De Not., Calymperaceae Kindb., Dicranaceae Schimp. – dvouhrotcovité, Dicranellaceae Stech, Fissidentaceae Schimp. – krondlovkovité, Hypodontiaceae Stech, Octoblepharaceae A.Eddy ex M.Menzel, Schistostegaceae Schimp. – dřípovičníkovité
          - Čeleď: Viridivelleraceae I.G.Stone.

        - Řád: Rhabdoweisiales D.Bell & Goffinet
          - Čeledi: Rhabdoweisiaceae Limpr., Rhachitheciaceae H.Rob.

        - Řád: Sorapillales Goffinet
          - Čeleď: Sorapillaceae M.Fleisch.

        - Řád: Erpodiales Goffinet
          - Čeleď: Erpodiaceae Broth.

        - Řád: Bruchiales Goffinet
          - Čeleď: Bruchiaceae Schimp. – bruchovkovité

        - Řád: Ditrichales D.Bell & Goffinet
          - Čeleď: Ditrichaceae Limpr. – útlovláskovité

        - Řád: Pottiales M.Fleisch. – pozemničkotvaré
          - Čeledi: Mitteniaceae Broth., Pottiaceae Schimp. – pozemničkovité, Serpotortellaceae W.D.Reese & R.H.Zander

      - Podtřída: Bryidae Engl.
        - Řád: Splachnales Ochyra
          - Čeledi: Meesiaceae Schimp. – poparkovité, Splachnaceae Grev. & Arn. – volatkovité

        - Řád: Hedwigiales Ochyra
          - Čeledi: Hedwigiaceae Schimp. – těhovcovité, Helicophyllaceae Broth., Rhacocarpaceae Kindb.

        - Řád: Bartramiales D.Quandt, N.E.Bell & Stech
          - Čeleď: Bartramiaceae Schwägr. – kulistcovité

        - Řád: Bryales Limpr. – prutníkotvaré
          - Čeledi: Bryaceae Schwägr. – prutníkovité, Leptostomataceae Schwägr., Mniaceae Schwägr., Phyllodrepaniaceae Crosby, Pulchrinodaceae D.Quandt, N.E.Bell & Stech

        - Řád: Rhizogoniales Goffinet & W.R.Buck
          - Čeleď: Rhizogoniaceae Broth.

        - Řád: Orthodontiales N.E.Bell, A.E.Newton & D.Quandt
          - Čeleď: Orthodontiaceae Goffinet

        - Řád: Orthotrichales Dixon – šurpkotvaré
          - Čeleď: Orthotrichaceae Arn.

        - Řád: Aulacomniales N.E.Bell, A.E.Newton & D.Quandt
          - Čeleď: Aulacomniaceae Schimp. – klamonožkovité

        - Řád: Hypnodendrales N.E.Bell, A.E.Newton & D.Quandt
          - Čeledi: Braithwaiteaceae N.E.Bell, A.E.Newton & D.Quandt, Hypnodendraceae Broth., Pterobryellaceae W.R.Buck & Vitt, Racopilaceae Kindb.

        - Řád: Ptychomniales W.R.Buck, C.J.Cox, A.J.Shaw & Goffinet
          - Čeledi: Orthorrhynchiaceae S.H.Lin, Ptychomniaceae M.Fleisch., Rhabdodontiaceae Mishler, N.E.Bell & P.J.Dalton

        - Řád: Hypopterygiales Goffinet
          - Čeleď: Hypopterygiaceae Mitt.

        - Řád: Hookeriales M.Fleisch.
          - Čeledi: Calyptrochaetaceae Qinghua Wang, Y.Jia & B.C.Ho, Daltoniaceae Schimp., Hookeriaceae Schimp. – kápuškovité, Leucomiaceae Broth., Pilotrichaceae Kindb., Saulomataceae W.R.Buck, C.J.Cox, A.J.Shaw & Goffinet, Schimperobryaceae W.R.Buck, C.J.Cox, A.J.Shaw & Goffinet

        - Řád: Hypnales W.R.Buck & Vitt – rokytotvaré
          - Čeledi: Acrocladiaceae Tangney, D.Quandt, Huttunen & M.Stech, Amblystegiaceae G.Roth – rokýtkovité, Anomodontaceae Kindb. – klamínkovité, Baldwiniellaceae Qinghua Wang & Y.Jia, Brachytheciaceae Schimp. – baňatkovité, Callicladiaceae Jan Kučera & Ignatov, Calliergonaceae Vanderp., Hedenäs, C.J.Cox & A.J. Shaw, Catagoniaceae W.R.Buck & Ireland, Cryphaeaceae Schimp., Ctenidiaceae Qinghua Wang & Y.Jia, Echinodiaceae Broth., Entodontaceae Kindb., Fabroniaceae Schimp., Fontinalaceae Schimp., Habrodontaceae Schimp., Helodiaceae Ochyra, Herpetineuraceae Qinghua Wang & Y.Jia, Heterocladiellaceae Ignatov & Fedosov, Hydropogonellaceae B.H. Allen, Hylocomiaceae M.Fleisch. – rokytníkovité, Hypnaceae Schimp. – rokytovité, Isodrepaniaceae Qinghua Wang & Y.Jia, Lembophyllaceae Broth. – plavuníkovité, Lepyrodontaceae Broth., Leskeaceae Schimp. – stejnozoubkovité, Leucodontaceae Schimp., Meteoriaceae Kindb., Microtheciellaceae H.A.Mill & A.J.Harr., Miyabeaceae Enroth, S.Olsson, Buchb., Hedenäs, Huttunen & D.Quandt, Myriniaceae Schimp., Myuriaceae M.Fleisch., Neckeraceae Schimp. – sourubkovité, Orthostichellaceae Enroth, Huttunen, Tangney, M.Stech & D.Quandt, Phyllogoniaceae Kindb., Plagiotheciaceae M.Fleisch., Prionodontaceae Broth., Pseudoleskeaceae Schimp., Pseudoleskeellaceae Ignatov & Ignatova, Pseudotaxiphyllaceae Qinghua Wang & Y.Jia, Pterigynandraceae Schimp., Pterobryaceae Kindb., Pylaisiaceae Schimp., Pylaisiadelphaceae Goffinet & W.R.Buck, Regmatodontaceae Broth., Rhizofabroniaceae Huttunen, Ignatov, D.Quandt & Hedenäs, Rhytidiaceae Broth. – čeřitkovité, Rigodiaceae H.A.Crum, Rozeaceae Qinghua Wang & Y.Jia, Rutenbergiaceae M.Fleisch., Sematophyllaceae Broth., Stereodontaceae Hedenäs, Schlesak & D.Quandt, Stereophyllaceae W.R.Buck & Ireland, Symphyodontaceae M.Fleisch., Taxiphyllaceae Ignatov, Theliaceae M.Fleisch., Thuidiaceae Schimp. – zpeřenkovité, Trachylomataceae W.R.Buck & Vitt.